# Henrik Pürg
Henrik Pürg (Tallin, 3 de junio de 1996) es un futbolista estonio que juega en la demarcación de defensa para el F. C. Flora de la Meistriliiga.

## Selección nacional
Después de jugar en la selección de fútbol sub-17 de Estonia, en la sub-19, en la sub-21 y en la sub-23, finalmente hizo su debut con la selección absoluta el 11 de enero de 2019 en un encuentro amistoso contra Finlandia que finalizó con un resultado de 2-1 a favor del combinado estonio tras los goles de Gert Kams y de Henri Anier para Estonia, y de Rasmus Karjalainen para Finlandia.

## Clubes
| Club                 | País    | Año       | Partidos | Goles |
| -------------------- | ------- | --------- | -------- | ----- |
| J. K. Nõmme Kalju II | Estonia | 2012-2014 | 106      | 9     |
| J. K. Nõmme Kalju    | Estonia | 2014-2018 | 85       | 4     |
| F. C. Flora          | Estonia | 2018-act. | 143      | 20    |

## Palmarés

### Títulos nacionales
| Título               | Club           | País    | Año  |
| -------------------- | -------------- | ------- | ---- |
| Copa de Estonia      | JK Nõmme Kalju | Estonia | 2015 |
| Meistriliiga         | FC Flora       | Estonia | 2019 |
| Supercopa de Estonia | FC Flora       | Estonia | 2020 |
| Copa de Estonia      | FC Flora       | Estonia | 2020 |
| Meistriliiga         | FC Flora       | Estonia | 2020 |
| Supercopa de Estonia | FC Flora       | Estonia | 2021 |